# Алфред (Мейн)
Алфред (на английски: Alfred) е град в САЩ, щата Мейн. Административен център е на окръг Йорк. Населението на града е 3095 души (по приблизителна оценка от 2017 г.).